# Communauté de communes du Canton de Charly-sur-Marne
Die Communauté de communes du Canton de Charly-sur-Marne ist ein französischer Gemeindeverband mit der Rechtsform einer Communauté de communes im Département Aisne in der Region Hauts-de-France. Sie wurde am 29. Dezember 1995 gegründet und umfasst 21 Gemeinden. Benannt ist der Gemeindeverband nach dem bis 2015 existierenden Wahlkreis Kanton Charly-sur-Marne. Der Verwaltungssitz befindet sich in der Gemeinde Charly-sur-Marne.

## Mitgliedsgemeinden
| Gemeinde                                             | Einwohner 1. Januar 2022 | Fläche km² | Dichte Einw./km² | Code INSEE | Postleitzahl |
| ---------------------------------------------------- | ------------------------ | ---------- | ---------------- | ---------- | ------------ |
| Bézu-le-Guéry                                        | 250                      | 11,10      | 23               | 02084      | 02310        |
| Charly-sur-Marne                                     | 2.584                    | 20,52      | 126              | 02163      | 02310        |
| Chézy-sur-Marne                                      | 1.308                    | 22,43      | 58               | 02186      | 02570        |
| Coupru                                               | 159                      | 7,82       | 20               | 02221      | 02310        |
| Crouttes-sur-Marne                                   | 607                      | 4,33       | 140              | 02242      | 02310        |
| Domptin                                              | 638                      | 4,56       | 140              | 02268      | 02310        |
| Essises                                              | 412                      | 7,31       | 56               | 02289      | 02570        |
| L’Épine-aux-Bois                                     | 245                      | 12,37      | 20               | 02281      | 02540        |
| La Chapelle-sur-Chézy                                | 299                      | 7,90       | 38               | 02162      | 02570        |
| Lucy-le-Bocage                                       | 212                      | 7,75       | 27               | 02443      | 02400        |
| Marigny-en-Orxois                                    | 527                      | 15,56      | 34               | 02465      | 02810        |
| Montfaucon                                           | 208                      | 15,36      | 14               | 02505      | 02540        |
| Montreuil-aux-Lions                                  | 1.328                    | 12,99      | 102              | 02521      | 02310        |
| Nogent-l’Artaud                                      | 2.089                    | 23,99      | 87               | 02555      | 02310        |
| Pavant                                               | 755                      | 5,43       | 139              | 02596      | 02310        |
| Romeny-sur-Marne                                     | 466                      | 4,23       | 110              | 02653      | 02310        |
| Saulchery                                            | 695                      | 2,63       | 264              | 02701      | 02310        |
| Vendières                                            | 129                      | 12,35      | 10               | 02777      | 02540        |
| Veuilly-la-Poterie                                   | 155                      | 7,54       | 21               | 02792      | 02810        |
| Viels-Maisons                                        | 1.199                    | 21,44      | 56               | 02798      | 02540        |
| Villiers-Saint-Denis                                 | 1.074                    | 7,57       | 142              | 02818      | 02310        |
| Communauté de communes du Canton de Charly-sur-Marne | 15.339                   | 231,76     | 66               | –          | –            |